# Општина Мехадија (Караш-Северин)
Мехадија (рум. Mehadia) општина је у Румунији у округу Караш-Северин.
Oпштина се налази на надморској висини од 395 m.